# مارگاریتا گومل
مارگاریتا گومل (آلمانی: Margitta Gummel؛ زادهٔ ۲۹ ژوئن ۱۹۴۱) پرتاب‌گر وزنه اهل آلمان بود.
از افتخارات وی میتوان به کسب مدال طلا پرتاب وزنه در بازی‌های المپیک تابستانی ۱۹۶۸ اشاره کرد.